# Фактор свёртывания крови IX

Фактор свёртывания крови IX (фактор Кристмаса) — белок α-глобулин, профермент (протеаза). Играет важную роль в процессах свёртывания крови.
Образуется в печени с участием в процессе синтеза витамина K.
Активируется факторами XIa, VIIIa. Его специфическая деятельность направлена на протеолиз фактора X и протекает при обязательном участии фактора VIII. Следует отметить, что активация фактора X получила название теназной реакции.
При отсутствии данного фактора возникает гемофилия B.
Следует особо подчеркнуть возможность «альтернативных» путей для процессов коагуляции. Так фактор внешней системы VIIа и тканевой тромбопластин также могут активировать фактор внутренней системы IX. Поэтому при недостатке факторов VIII или IX наблюдаются более тяжёлые кровотечения, чем при дефиците факторов XI или XII: в последнем случае фактор IX может активироваться фактором VIIа. В свою очередь фактор VII может активироваться продуктами расщепления фактора XI и фактором IXа внутренней системы.